# Jean Felipe
Jean Felipe Nogueira da Silva (Toledo, 18 marzo 1994) è un calciatore brasiliano, difensore del Felgueiras 1932.

## Carriera
Ha fatto il suo esordio professionistico in Segunda Liga con il Portimonense il 17 aprile 2016 contro l'Atlético CP.

## Statistiche

### Presenze e reti nei club
Statistiche aggiornate al 21 settembre 2023.
| Stagione        | Squadra             | Campionato      | Campionato | Campionato | Coppe nazionali | Coppe nazionali | Coppe nazionali | Coppe continentali | Coppe continentali | Coppe continentali | Altre coppe | Altre coppe | Altre coppe | Totale | Totale | Totale |
| Stagione        | Squadra             | Comp            | Pres       | Reti       | Comp            | Pres            | Reti            | Comp               | Pres               | Reti               | Comp        | Pres        | Reti        | Pres   | Reti   |        |
| --------------- | ------------------- | --------------- | ---------- | ---------- | --------------- | --------------- | --------------- | ------------------ | ------------------ | ------------------ | ----------- | ----------- | ----------- | ------ | ------ | ------ |
| 2013            | Atlético Paranaense | PAR             | 4          | 0          |                 | -               | -               |                    | -                  | -                  |             | -           | -           | 4      | 0      |        |
| 2014            | Atlético Paranaense | PAR             | 7          | 0          |                 | -               | -               |                    | -                  | -                  |             | -           | -           | 7      | 0      |        |
| 2015            | Atlético Paranaense | PAR             | 1          | 0          |                 | -               | -               |                    | -                  | -                  |             | -           | -           | 1      | 0      |        |
| 2015            | Guaratinguetá       | C               | 6          | 0          |                 | -               | -               |                    | -                  | -                  |             | -           | -           | 6      | 0      |        |
| gen.-giu. 2016  | Portimonense        | SL              | 3          | 0          | CP+CdL          | 0               | 0               |                    | -                  | -                  |             | -           | -           | 3      | 0      |        |
| 2016-2017       | Varzim              | SL              | 30         | 2          | CP+CdL          | 1+2             | 0               |                    | -                  | -                  |             | -           | -           | 33     | 2      |        |
| 2017-2018       | Varzim              | SL              | 34         | 1          | CP+CdL          | 0               | 0               |                    | -                  | -                  |             | -           | -           | 34     | 1      |        |
| 2018-2019       | Académica           | SL              | 22         | 0          | CP+CdL          | 0               | 0               |                    | -                  | -                  |             | -           | -           | 22     | 0      |        |
| 2019-2020       | Chaves              | SL              | 14         | 0          | CP+CdL          | 2+2             | 0               |                    | -                  | -                  |             | -           | -           | 18     | 0      |        |
| 2020-2021       | Covilhã             | SL              | 34         | 2          | CP+CdL          | 1+0             | 0               |                    | -                  | -                  |             | -           | -           | 35     | 2      |        |
| 2021-2022       | Covilhã             | SL              | 32+2       | 0          | CP+CdL          | 1+4             | 0               |                    | -                  | -                  |             | -           | -           | 39     | 0      |        |
| 2022-2023       | Estrela Amadora     | SL              | 31+2       | 3+1        | CP+CdL          | 0+3             | 0               |                    | -                  | -                  |             | -           | -           | 36     | 4      |        |
| 2023-2024       | Estrela Amadora     | PL              | 4          | 0          | CP+CdL          | 0+1             | 0               |                    | -                  | -                  |             | -           | -           | 5      | 0      |        |
| Totale carriera | Totale carriera     | Totale carriera | 226        | 9          |                 | 17              | 0               |                    | -                  | -                  |             | -           | -           | 243    | 9      |        |